# Salvador Reyes Monteón
Salvador Reyes Monteón (20 de setembre de 1936 - 29 de desembre de 2012) fou un futbolista mexicà.

## Selecció de Mèxic
Va formar part de l'equip mexicà a la Copa del Món de 1958, 1962 i 1966.